# Édouard Lockroy

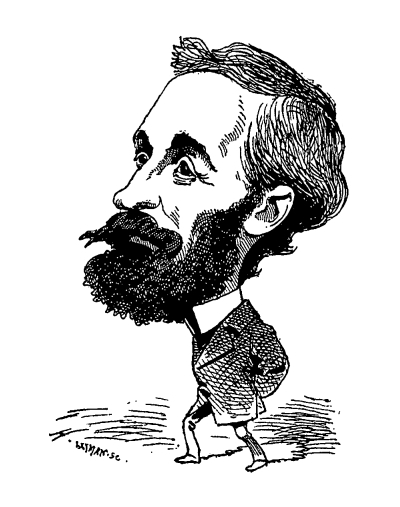
Caricatura de Édouard Lockroy, por Georges Lafosse, publicada en Le Trombinoscope de Touchatout en 1874.

Édouard Lockroy (cuyo nombre real era Édouard-Étienne-Auguste Simon) (18 de julio de 1838 - 22 de noviembre de 1913) fue un político francés, una de las principales figuras del Partido Socialista Radical durante la Tercera República.

## Biografía
Édouard Lockroy nació en París, hijo de Joseph Philippe Simon (1803-1891), actor y dramaturgo. Lockroy es el mismo pseudónimo que ya utilizaba su padre.
Comenzó a estudiar arte, pero en 1860 se unió como voluntario a las tropas de Garibaldi en la unificación de Italia. Los tres años siguientes los pasó en Siria como secretario de Ernest Renan, y a su regreso a París, se embarcó en el periodismo militante contra el Segundo Imperio francés en Le Figaro, el Diable à quatre, y, finalmente, Rápel.
Estuvo al mando de un batallón durante el Sitio de París (1870-1871), y en febrero de 1871, fue elegido diputado a la Asamblea Nacional donde protestó en contra de los preliminares de la paz. En marzo se firmó la proclamación para la elección de la Comuna de París, y renunció a su escaño como diputado. Detenido en Vanves, permaneció prisionero en Versailles y Chartres hasta junio, cuando fue puesto en libertad sin haber sido juzgado. Fue más de una vez a prisión por violentos artículos en la prensa, y en 1872 se preparó para un duelo con Paul de Cassagnac.
Lockroy contrajo matrimonio en 1877 con Alice Lehaene (viuda de Carlos Hugo, hijo del escritor Víctor Hugo).
Volvió a la Cámara de Diputados en 1873 como diputado radical de Bouches-du-Rhône, en 1876, 1877 y 1881 en Aix-en-Provence, y en 1881 también fue elegido en el XI Distrito de París. Durante las elecciones de 1893, fue tiroteado por un poeta taxista llamado Moore, pero no fue herido de gravedad. Durante los primeros diez años de su vida parlamentaria votó en consonancia con la extrema izquierda, pero luego adoptó una política más oportunista, y dio su apoyo sin reservas al ministerio Brisson de 1885.
Accedió a la importante cartera de Comercio e Industria en el nuevo gabinete de Charles de Freycinet formado en enero de 1885, y se mantuvo en el cargo durante el gobierno de René Goblet (1886-1887). Durante su mandato organizó los primeros preparativos para la exposición de París de 1889. Desde el ministerio, Lockroy apoyó decididamente la construcción de la Torre Eiffel, publicando una carta llena de "mordacidad" en contra de la opinión del "París artístico" que se oponía al proyecto. 
Después del Escándalo de Panamá y del período de agitación boulangista se convirtió en uno de los principales políticos de la Unión Cívica Radical. Fue vicepresidente de la Cámara en 1894 y en 1895, cuando fue nombrado ministro de marina con el gobierno de Léon Bourgeois. Sus medidas drásticas de reforma alarmaron a los políticos moderados, pero su gran popularidad le permitió mantener su carrera política en los gobiernos de Henri Brisson (1898) y de Charles Dupuy (1898-1899).
Dio su apoyo a la Administración de René Waldeck-Rousseau y criticó activamente la política de Camille Pelletan en el ministerio de marina del gabinete de Émile Combes (1902-1905), período durante el que fue de nuevo vicepresidente de la Cámara.

## Trabajos
Lockroy, fue un defensor persistente de la exitosa política de fortalecer la marina francesa, en defensa de la que publicó:
- La Marine de Guerre (1890)
- Six mois rue Royale (1897)
- La défense navale (1900)
- Du Weser a la Vistule (1901)
- Les Marines française et allemande (1904)
- Le Programme naval (1906)

Otros trabajos incluyen, M. de Moltke et la guerre future (1891) y Journal d'une bourgeoise pendant la Revolution (1881).

## Reconocimientos
- La base antártica Puerto Lockroy (establecida en 1904 por la Expedición Antártica Francesa liderada por Jean-Baptiste Charcot) lleva su nombre en reconocimiento al apoyo económico de su ministerio a la expedición.